# 迪拜時裝周
迪拜时装周（英語：Dubai Fashion Week）是每年两度在阿拉伯联合酋长国迪拜举办的时装周。每年3月展示即将到来的新款秋冬男女装，每年10月展示即将到来的春夏女装，而每年6月则展示即将到来的春夏男女装。迪拜时装周吸引了许多亚洲和非亚洲的人才。迪拜时装周日程表上的特邀设计师包括IRIS VAN HERPEN、JEAN PAUL GAULTIER、ANTONIO MARRAS、BLUMARINE、MOSCHINO等。

## 历史
迪拜时装周由迪拜设计区和阿拉伯时尚委员会于2023年2月7日创立，是阿拉伯时尚委员会于2015年创立的阿拉伯时装周的延续。

## 运营
传统四大时装周日程从纽约开始，然后是伦敦、米兰、巴黎。迪拜时装周的时间紧随巴黎。
与迪拜设计区合作，迪拜时装周由总部设在迪拜的阿拉伯时尚委员会组织，该委员会是一个非营利组织，负责在迪拜举办时尚活动和时装秀。

## 官方网站
- 迪拜時裝周 （页面存档备份，存于）